# قایسا
قایسا (به لاتین: Qaysa) یک منطقه مسکونی در جمهوری آذربایجان است که در شهرستان بالاکن واقع شده است. قایسا ۳۵۹۵ نفر جمعیت دارد.